# 科姆里冰川
65°48′S 64°20′W / 65.800°S 64.333°W
科姆里冰川（英語：Comrie Glacier）是南極洲的冰川，位於葛拉漢海岸，全長24公里，最終注入比戈灣，在1909年由法國探險隊發現，現時由南極條約體系管理。